# タカ派とハト派
『タカ派とハト派』（タカはとハトは、Hawks & Doves）は、カナダ系アメリカ人ミュージシャン、ニール・ヤングの11枚目のスタジオ・アルバム。

## 概要
1980年10月29日にリプリーズ・レコードからリリースされた。このアルバムはヤングがティム・マリガン、エリオット・メイザーとともにプロデュースした。アルバムの第1面は1974年から1977年にかけて録音されたフォーク中心の未発表曲で構成され、第2面は1980年7月にこのアルバムのために特別に録音された重厚なカントリー・スタイルの曲が収録されている。
『タカ派とハト派』に対する評価は、現代的にも回顧的にも賛否両論ある。アルバムの長さが短く、スタイルがバラバラで、ところどころに愛国的とも思える歌詞の内容があった、 一見愛国的な歌詞の内容は、ファンも批評家も戸惑いを隠せなかった、特に、前作の『ラスト・ネヴァー・スリープス』及び『ライヴ・ラスト』（ともに1979年リリース）が批評的にも商業的にも成功を収めた後ではなおさらだ。
『タカ派とハト派』はそこそこの成功を収め、アメリカではトップ30に入った。しかし、カナダでは50位にとどまった。タイトル曲「Hawks & Doves」と「Stayin' Power」の2枚のシングルは、どちらの国でもチャートインできなかった。このアルバムは、ニール・ヤング・アーカイヴス・デジタル・マスターピース・シリーズの一部として2003年に再発されるまで、CD化されないままだった。

## 収録曲

### サイド 1
1. 小さな翼 - Little Wing (2:10)
  - ニール・ヤング - ギター、ヴォーカル、ハーモニカ
  - 1975年1月21日、ヴィレッジ・レコーダーズ（ロサンゼルス）でホームグロウン用に録音。
2. オールド・ホームステッド - The Old Homestead (7:38)
  - ニール・ヤング - ギター、ヴォーカル; ティム・ドラモンド - ベース; リヴォン・ヘルム - ドラム; トム・スクリブナー - saw
  - 1974年12月11日、ナッシュビルのクアドラフォニック・サウンド・スタジオで録音。
3. ロスト・イン・スペース - Lost in Space（4:13）
  - ニール・ヤング - 6弦、12弦ギター、ヴォーカル、ヴァイブス
  - 1977年9月15日、フォートローダーデールのトライアド・レコーディング・スタジオにて録音。
4. キャプテン・ケネディ - Captain Kennedy (2:50)
  - ニール・ヤング - ギター、ヴォーカル
  - 1976年8月11日、マリブ、インディゴ・ランチ・レコーディング・スタジオ。

### サイド 2
1. 秘めたる力 - Stayin' Power (2:17)
2. コーストライン - Coastline (2:24)
3. ユニオン・マン - Union Man（2:08)
4. エヴリ・ネイル - Comin' Apart at Every Nail（2:33）
5. タカ派とハト派 - Hawks & Doves (3:27)
  - ニール・ヤング（ギター、ハーモニカ、ピアノ、ヴォーカル）、グレッグ・トーマス（ドラムス）、デニス・ベルフィールド（ベース）、ベン・キース（スティール、ドブロ、ハーモニー・ヴォーカル）、ルーファス・ティボドー（フィドル）、アン・ヒラリー・オブライエン（ハーモニー・ヴォーカル）。
  - サイド2はハリウッドのゴールド・スター・レコーディング・スタジオで1980年に録音された、 7/2（「コーストライン」）、7/3（「秘めたる力」）、7/4（「タカ派とハト派」）、7/5（「ユニオン・マン」、「エヴリ・ネイル」）

## 参加ミュージシャン
小さな翼
1975年1月21日、ヴィレッジ・レコーダーズ（ロサンゼルス）にてホームグロウン用に録音。
- ニール・ヤング - ギター、ヴォーカル、ハーモニカ

オールド・ホームステッド
1974年12月11日、ナッシュビル、クアドラフォニック・サウンド・スタジオにて録音
- ニール・ヤング - ギター、ヴォーカル
- ティム・ドラモンド - ベース
- レヴォン・ヘルム - ドラムス
- トム・スクリブナー - ソー

ロスト・イン・スペース
録音：1977年9月15日、フォートローダーデール、トライアド・レコーディング・スタジオ
- ニール・ヤング - 6弦と12弦ギター、ヴォーカル、ヴァイブス

キャプテン・ケネディ
録音：1976年8月11日、マリブ、インディゴ・ランチ・レコーディング・スタジオ、ヒッチハイカー用のレコーディング
- ニール・ヤング - ギター、ヴォーカル

「Stayin Power」「Coastline」「Union Man」「Comin' Apart at Every Nail」「Hawks & Doves」
1980年7月2日～5日、ハリウッドのゴールド・スター・レコーディング・スタジオにて録音。
- ニール・ヤング：ギター、ハーモニカ、ピアノ、ヴォーカル
- デニス・ベルフィールド - ベース
- グレッグ・トーマス - ドラム
- ルーファス・ティボドー（フィドル
- ベン・キース - スティール・ギター、ドブロ、ハーモニー・ヴォーカル
- ヒラリー・オブライエン - ハーモニー・ヴォーカル

制作スタッフ
- ステュー・ロメイン - マスタリング
- エリオット・ロバーツ - ディレクション
- ティム・マリガン - マスタリング、プロダクション
- デヴィッド・ブリッグス - 制作